# Bar-sur-Aube
Bar-sur-Aube är en kommun och stad i departementet Aube i regionen Grand Est (tidigare regionen Champagne-Ardenne) i nordöstra Frankrike. Kommunen ligger  i kantonen Bar-sur-Aube som ligger i arrondissementet Bar-sur-Aube. År 2022 hade Bar-sur-Aube 4 743 invånare.
Staden är belägen vid floden Aube 45 kilometer öster om Troyes. Här låg redan under medeltiden en viktig handelsplats, senare blev staden känd för kvarnindustri samt tillverkning av lantbruksmaskiner och läderindustri. Här slogs koalitionen mot Napoleon i två slag 24 januari 1814 och 27 februari 1814.

## Befolkningsutveckling
Antalet invånare i kommunen Bar-sur-Aube
Referens: INSEE

## Galleri

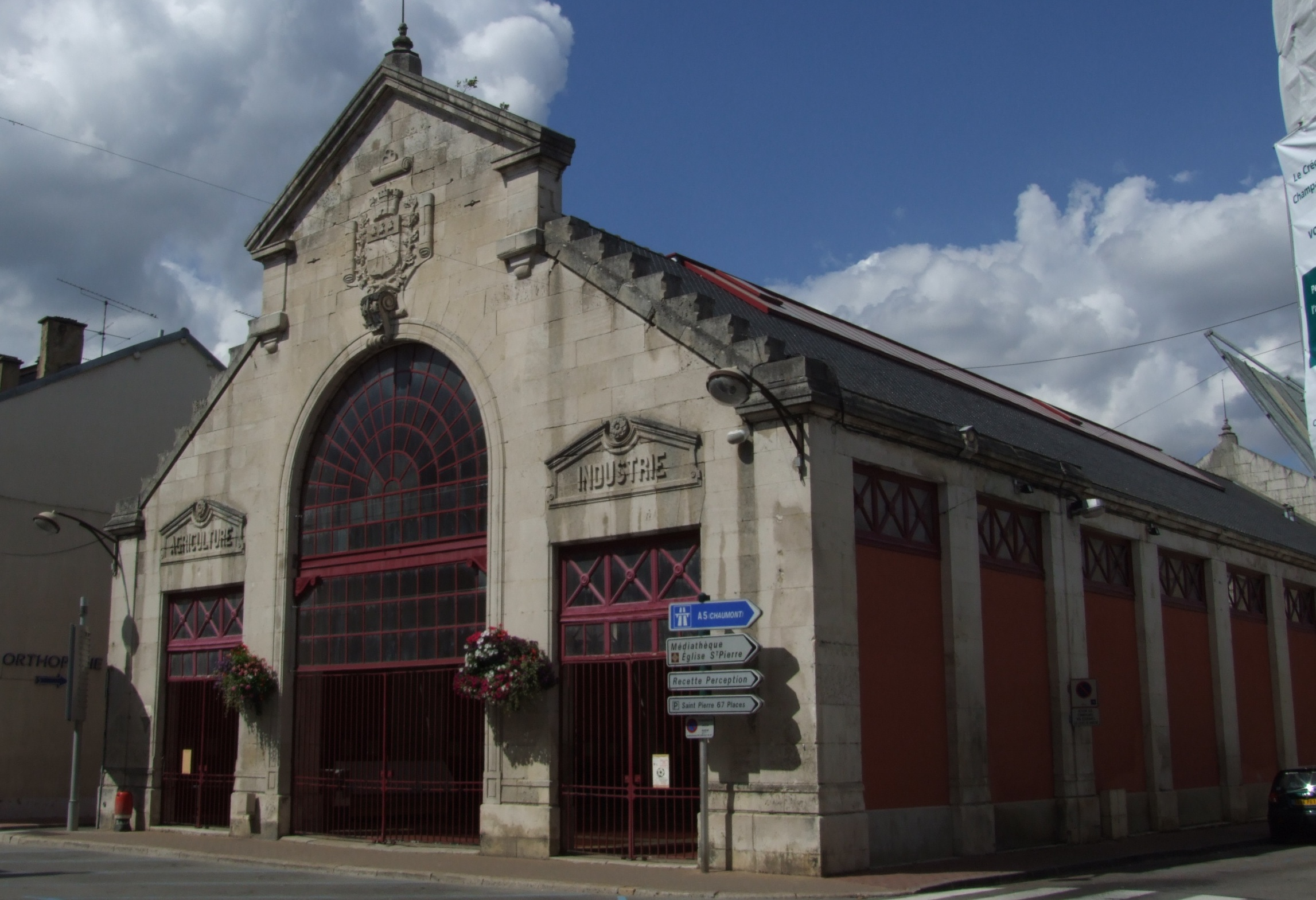
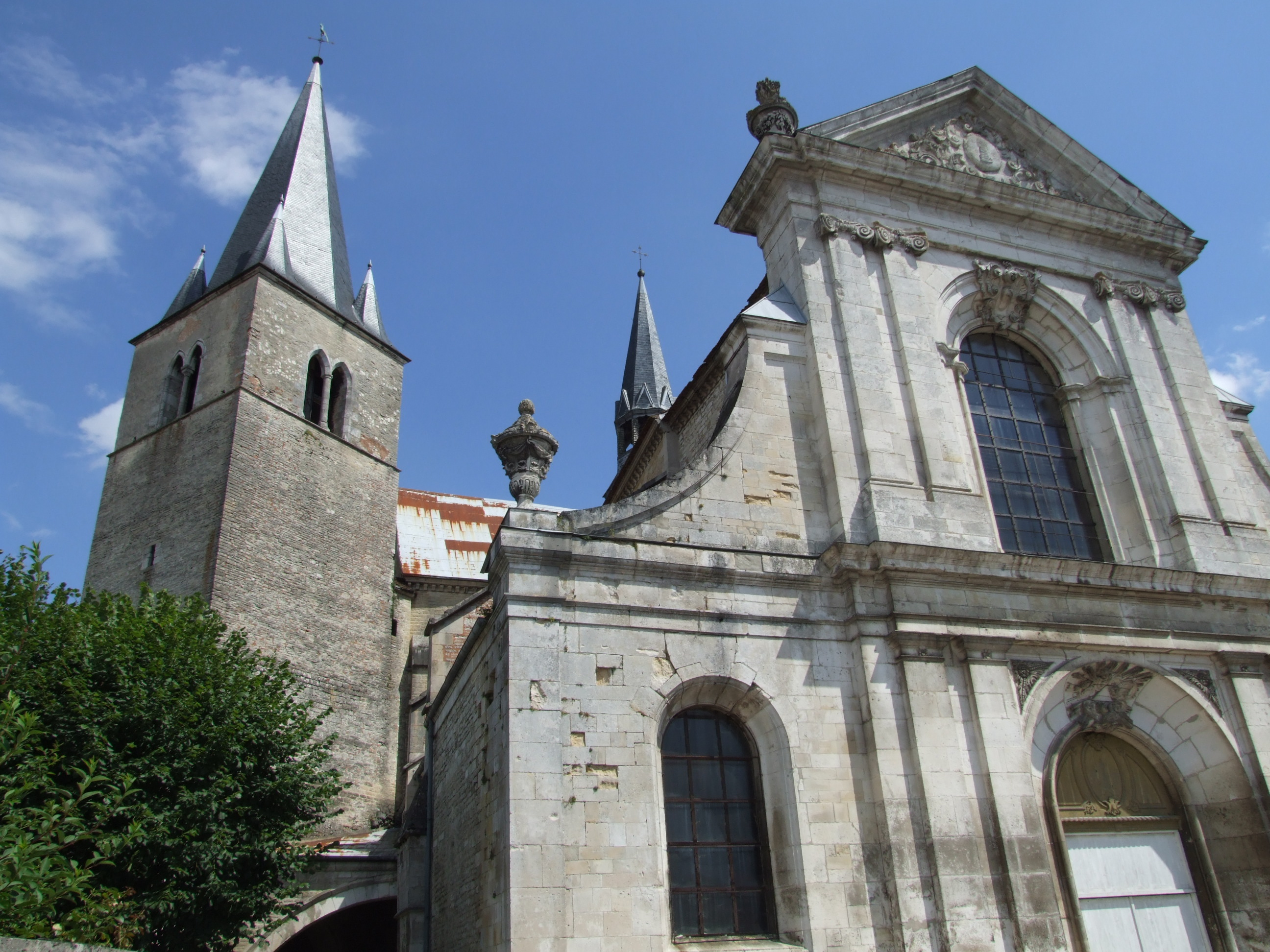
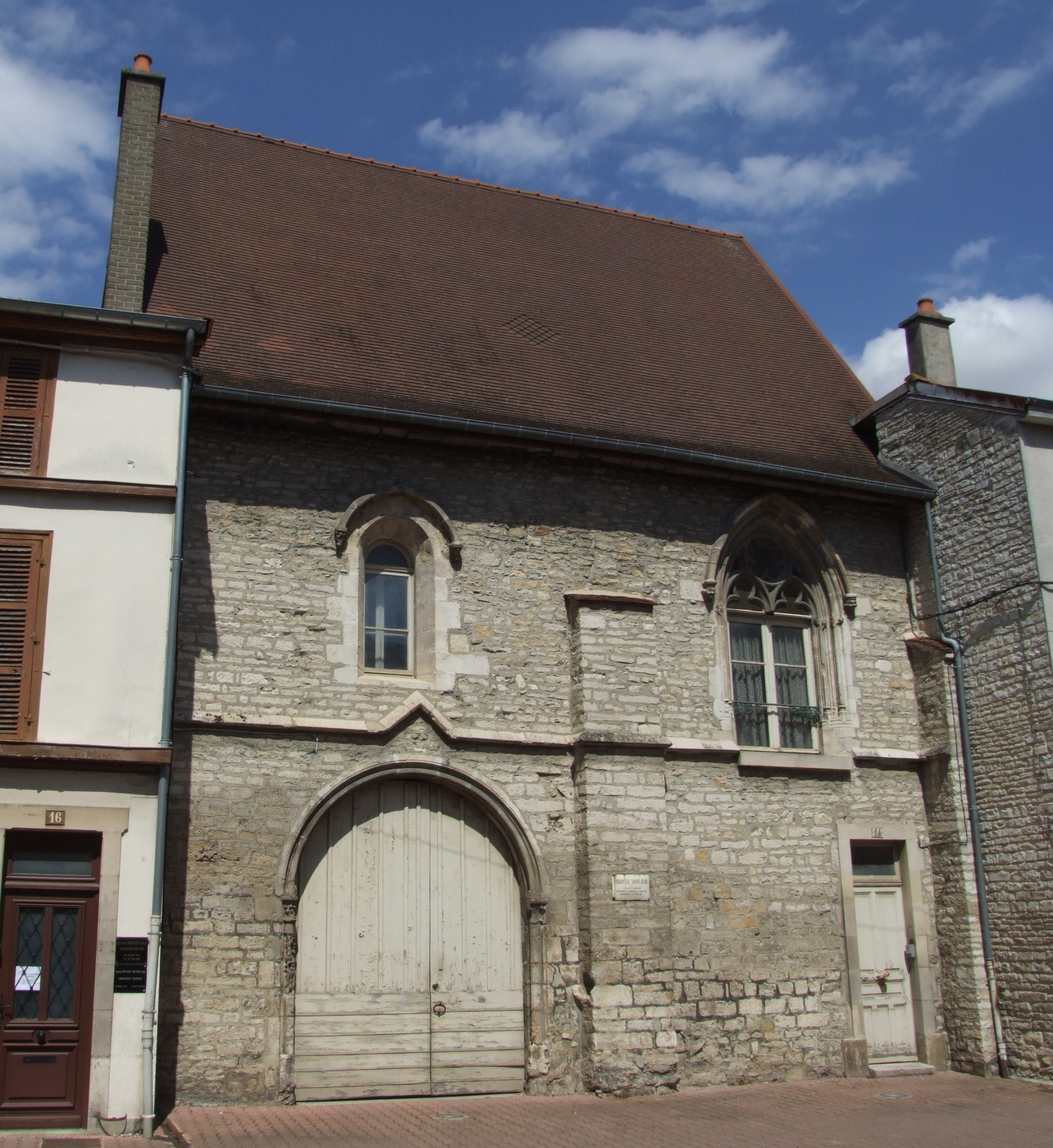
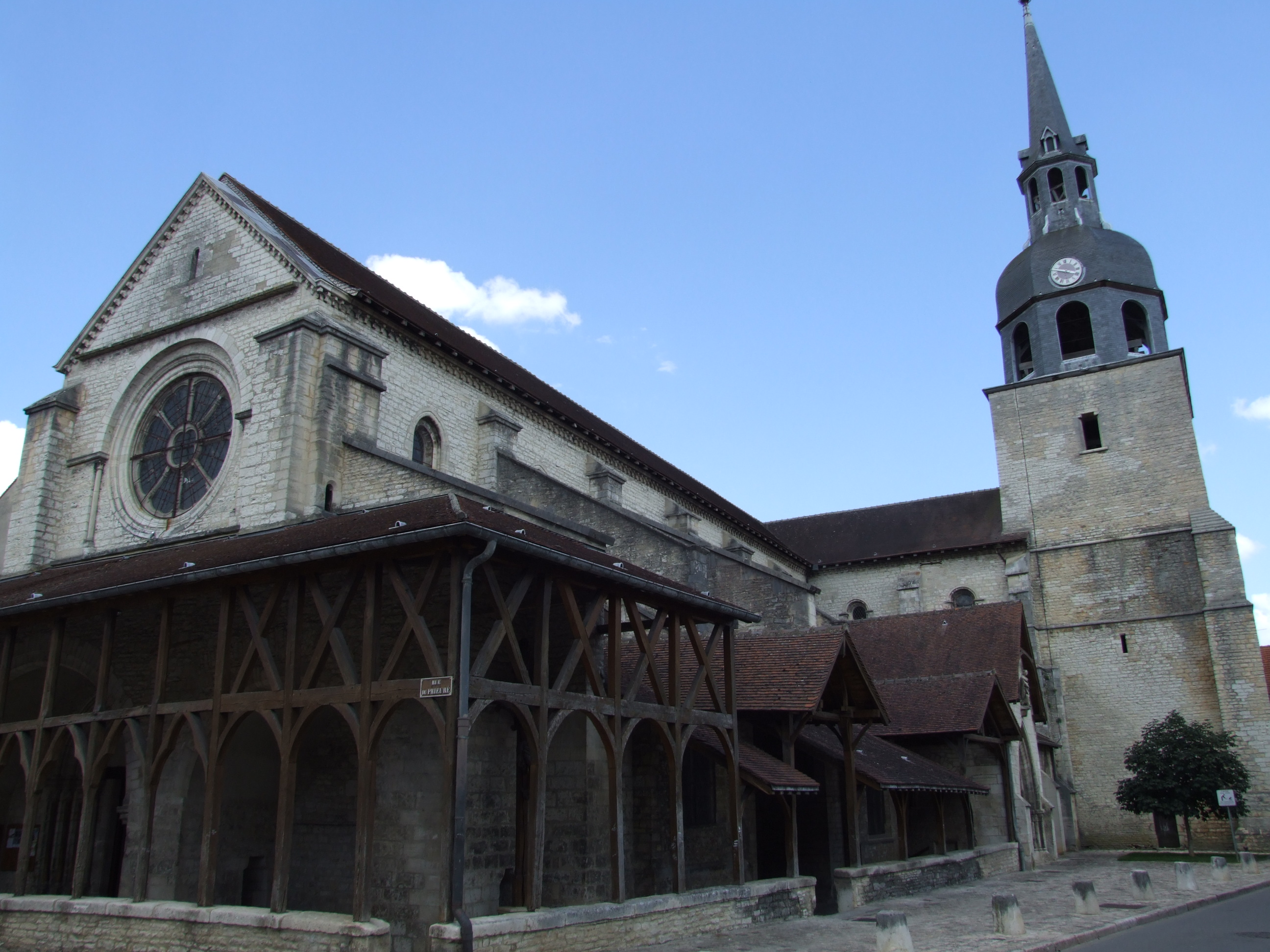
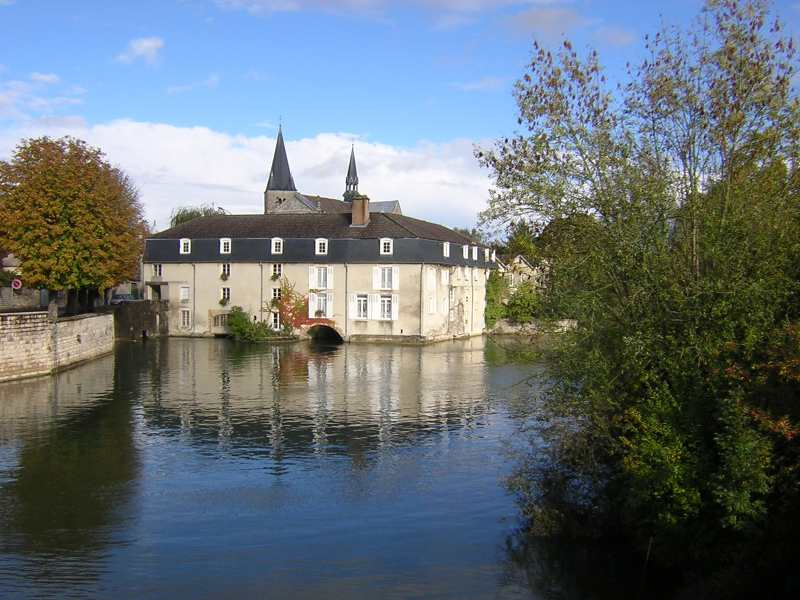